# Avenida Los Dominicos
La avenida Los Dominicos es una de las avenidas del área metropolitana de Lima, en el Perú. Se extiende de sur a norte, entre las provincias de Lima y Callao, específicamente entre los distritos del Callao y San Martín de Porres.

## Recorrido
Desde el sur, inicia como la prolongación de la ruta de la avenida José Granda, en el óvalo Previ y perpendicular a las avenidas Quilca y Condevilla. Al cruzar la avenida El Olivar, se encuentran las urbanizaciones El Cóndor y Previ. Al pasar por la avenida Tomás Valle, se encuentran lugares destacados como el supermercado Tottus Dominicos. Al cruzar la avenida Bocanegra, transita por las urbanizaciones Sesquicentenario y Albino Herrera, además de encontrar hitos urbanos como la Huaca Lechuza, en el distrito de San Martín de Porres. Al cruzar la avenida Santa Rosa, atraviesa las urbanizaciones Los Girasoles de Santa Rosa, Los Cipreses y Las Praderas del Sol, que es una zona en disputa territorial entre las provincias de Lima y Callao, y de los distritos de Callao y San Martín de Porres.  Finalmente, termina el recorrido al norte interceptando a la avenida Canta Callao.